# Hongkong FC
Der Hong Kong Football Club, auch als HKFC (chinesisch 香港足球會 / 香港足球会, Pinyin Xiānggǎng Zúqiúhuì, Jyutping Hoeng1gong2 Zuk1kau4wui6*2, kurz 港會 / 港会) bekannt, ist eine Fußballmannschaft aus Hongkong. Aktuell spielt der Verein in der höchsten Liga der Stadt, der Hong Kong Premier League. (Stand Dezember 2022)

## Geschichte
Der Verein wurde 1886 als ein Verein für den Rugby- und Fußballsport in Hongkong gegründet und gehört zu den ältesten Sportvereine in der Geschichte Hongkongs.

## Erfolge
- Hongkongnesischer Meister: 1919/20
- Hongkongnesischer Zweitligameister: 1972/73, 1976/77, 1978/79, 1985/86, 1987/88, 1992/93, 1994/95, 1997/98, 1998/99, 2000/01, 2004/05, 2005/06, 2009/10, 2017/18, 2020/21
- Hongkongnesischer Drittligameister: 1978/79, 1986/87
- Hong-Kong-Senior-Challenge-Shield-Sieger: 1898/99, 1907/08, 1915/16, 1918/19, 1920/21

Quelle: Transfermarkt, Soccerway, The Rec.Sport.Soccer Statistics Foundation (RSSSF)

## Stadion

### Heimstadion
Der Verein gehört zu den wenigen Fußballvereine Hongkongs mit eigenen Fußballstadion und trägt seine Heimspiele im vereinseigenen Hong Kong Football Club Stadium aus. Das Stadion wird sowohl für Rugbyveranstaltungen, wie beispielsweise das Hong Kong Sevens, als auch für Austragung von Fußballspiele genutzt. Es hat ein Fassungsvermögen von 2.750 Sitzplätze. (max. 3.829 Sitz- und Stehplätze)

HKFC-Stadion
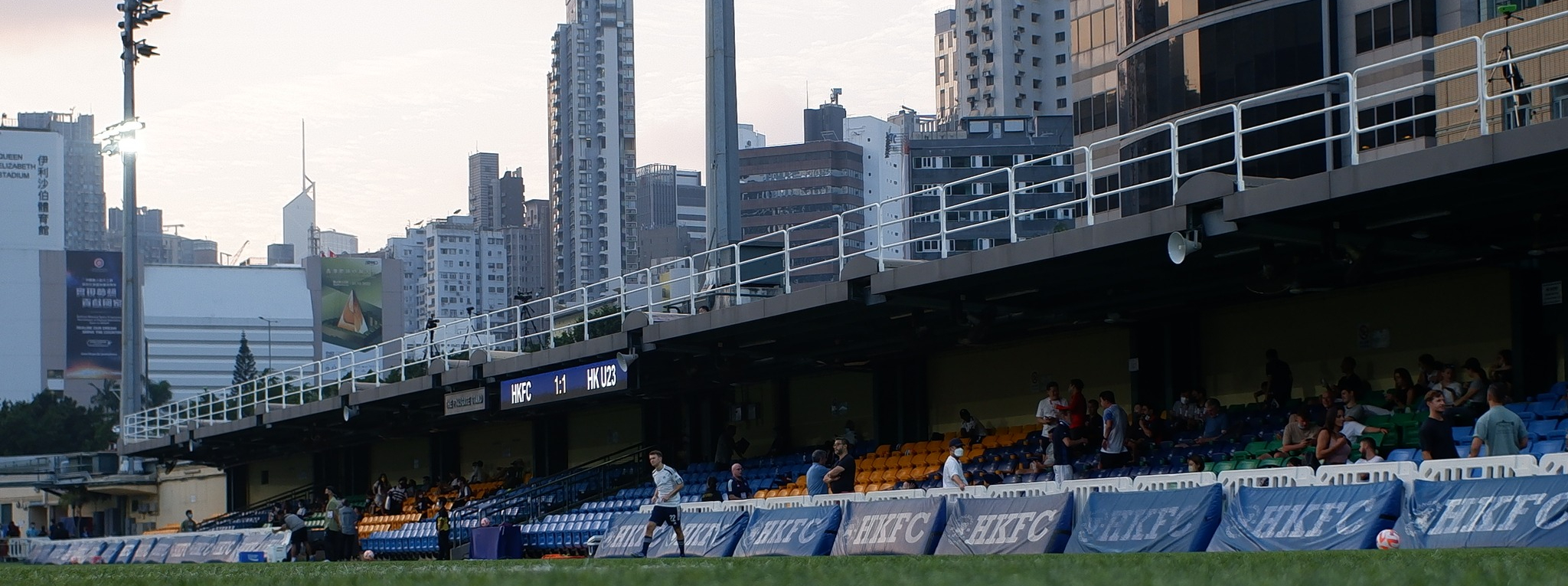
Haupttribüne im Jahr 2023
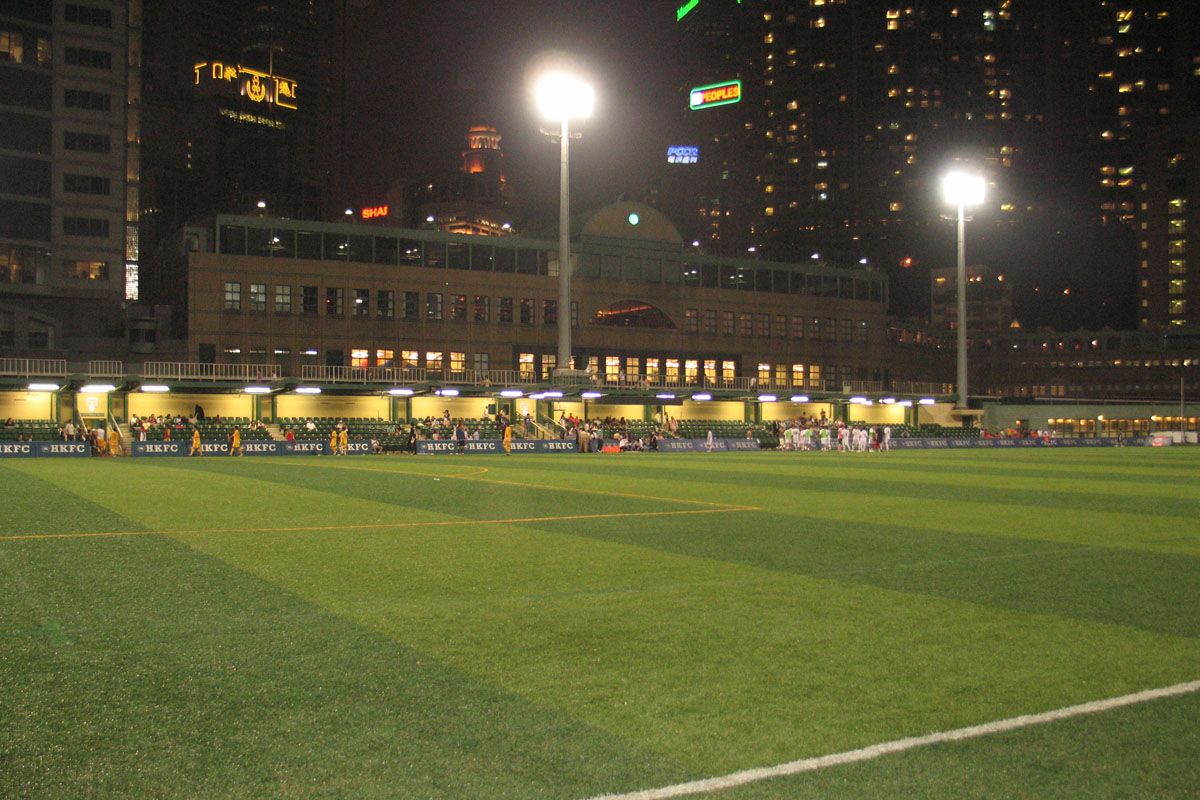
Stadion im Jahr 2007

## Spieler
| Nr. |                     | Position | Name             |
| --- | ------------------- | -------- | ---------------- |
| 1   | England             | TW       | Freddie Toomer   |
| 2   | Hongkong            | AB       | Tsang Chun Hin   |
| 4   | Hongkong            | MF       | Toby Down        |
| 5   | Guinea-a            | MF       | Habib Bah        |
| 6   | Hongkong            | MF       | Lee Chun Yin     |
| 7   | China Volksrepublik | MF       | Chen Hao         |
| 8   | Schottland          | MF       | Marcus McMillan  |
| 9   | Brasilien           | ST       | Léo              |
| 10  | Vereinigte Staaten  | MF       | Jesus Salazar    |
| 11  | Hongkong            | MF       | Ho Ka Chi        |
| 13  | Brasilien           | AB       | Victor Balduino  |
| 14  | England             | AB       | Maxwell Dowding  |
| 17  | Brasilien           | ST       | Gustavo Henrique |
| 18  | Hongkong            |          | Jack Sealy       |
| 19  | Korea Sud           | ST       | Shin jae-ho      |
| 20  | Hongkong            | MF       | Wong Sum Chit    |
| 21  | Hongkong            | ST       | Lam Chi Fung     |

| Nr. |                    | Position | Name              |
| --- | ------------------ | -------- | ----------------- |
| 22  | England            | AB       | Callum Beattie    |
| 23  | Hongkong           | ST       | Bradley Leong     |
| 24  | Hongkong           | MF       | Li Chung Hang     |
| 26  | Hongkong           | AB       | Andrew Russell    |
| 27  | Deutschland        | TW       | Justin Estlinbaum |
| 28  | Hongkong           | AB       | Lai Hoi To        |
| 30  | Hongkong           | MF       | Calum Bloxham     |
| 31  | Hongkong           | MF       | Leung Yat         |
| 66  | Hongkong           | AB       | Pawanvir Singh    |
| 71  | Hongkong           | ST       | Tam Tsun Yin      |
| 74  | Schottland         | ST       | Daniel Scally     |
| 77  | Hongkong           | MF       | Max Chan          |
| 80  | Vereinigte Staaten | ST       | Auston Kranick    |
| 88  | Hongkong           | TW       | James Wright      |
| 97  | Hongkong           | AB       | Lam Ho Hei        |
| 99  | Hongkong           | MF       | Chan Ho Ka        |

## Trainerchronik
| Trainer            | Nation           | von          | bis           |
| ------------------ | ---------------- | ------------ | ------------- |
| Tony Sealy         | Hongkong England | 1. Juli 1995 | 30. Juni 2016 |
| Richard Ewart      | England          | 1. Juli 2016 | 30. Juni 2017 |
| Tony Hamilton-Bram | England          | 1. Juli 2017 | heute         |